# Империале-Леркари, Франческо Мария
Франческо-Мария Леркари Империале (итал. Francesco Maria Imperiale Lercari; Генуя, 1629 — Генуя, 1712) — дож Генуэзской республики.

## Биография
Родился на вилле в Сампьердарене в 1629 году в семье Франко-Марии Леркари Империале и Джованны-Марии Сальваго, в подростковом возрасте переехал во дворец в центральном районе Генуи.
В молодости занимал различные должности в системе управления Республики.
Был избран дожем 18 августа 1683 года, 127-м в истории Генуи, став одновременно королём Корсики. С самого начала ему пришлось столкнуться с необходимостью решения все более взрывоопасного дипломатического вопроса с Людовиком XIV. Напряженность вылилась в открытый конфликт. В мае 1684 года дож образовал «военный совет» в составе восьми доверенных членов, возглавляемых им, а также начал реализацию программы защиты стен города и окрестных территорий. 17 мая Геную осадили французские войска. Осада продолжалась до 29 мая: генуэзский гарнизон мужественно защищал город, несмотря на морскую бомбардировку со стороны французского флота.
В знак капитуляции дож и его свита были вынуждены ехать в Версаль 15 мая 1685 года для личного принесения репараций. Выезда дожа за пределы Генуи стал первым прецедентом в истории. Согласно легенде, на вопрос короля Франции «что Вас больше всего удивило из увиденного здесь?» дож ответил «То, что я здесь» (лиг. "Mi chi").
Его мандат завершился 18 августа 1685 года, после чего он продолжил служить Республике на различных постах, в том числе был назначен пожизненным прокурором.
Умер в Генуе в 1712 году, был похоронен в соборе Сан-Лоренцо.

### Личная жизнь
Был женат дважды: на Маддалене Ломеллини и Эмилии Бриньоле Сале (с 1651 года).